# 하트 하우스 (하트 가문)

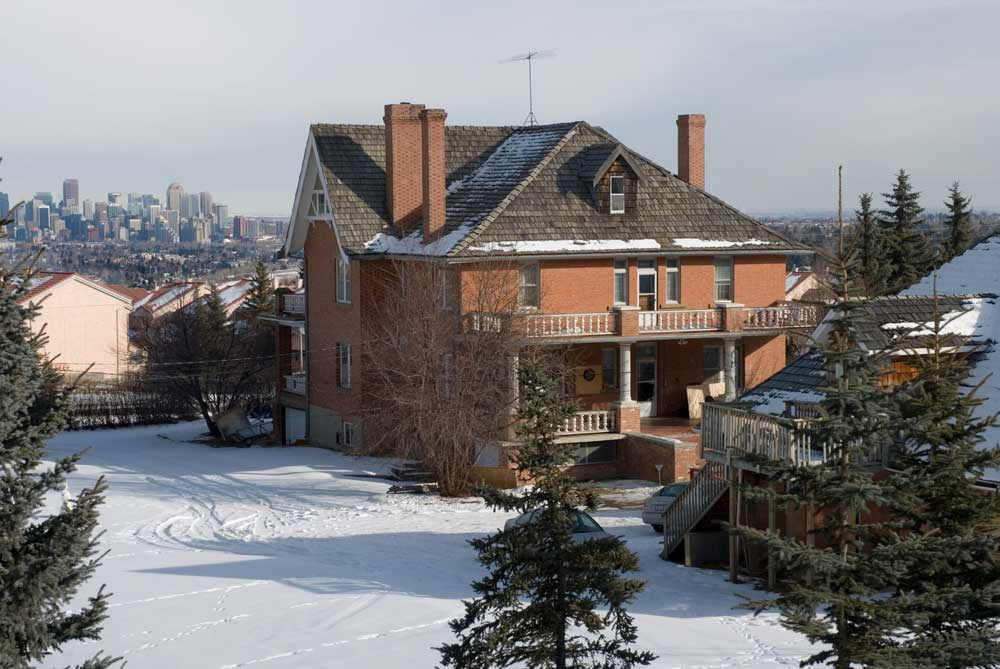
하트 하우스

하트 하우스(Hart House)는 캐나다 앨버타주 캘거리에 위치한 프로레슬링 양성소 및 훈련이다. 하트 가문의 스튜 하트가 소유하고 있었다. 하트 던전(Hart Dungeon)이라고도 불린다. 크리스 제리코, 크리스 벤와 등이 배출됐으며, 진더 마할도 여기서 배출되었다. 타이슨 키드가 마지막으로 배출되었다.